# Jandarmul din Saint-Tropez
Jandarmul din Saint Tropez (în franceză Le gendarme de Saint-Tropez) este un film francez din 1964, regizat de Jean Girault. Este primul din cele șase filme din seria Jandarmul care au avut parte de un mare succes în perioada anilor 1960-1980. Filmul este realizat în mare parte la Saint-Tropez, mică stațiune franceză de pe Riviera franceză.

## Rezumat

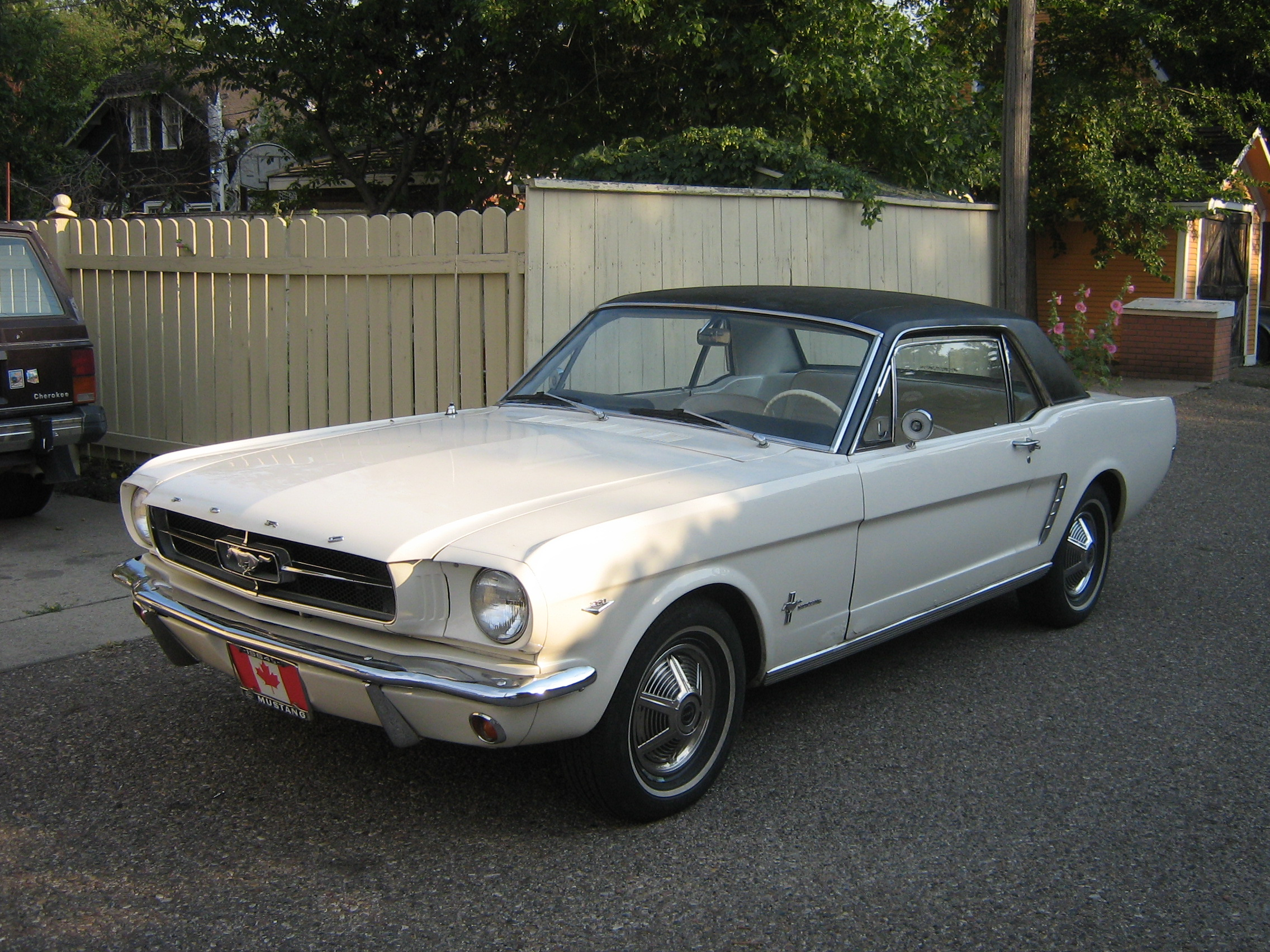
Un Ford Mustang din 1964

Ca urmare a serviciilor desfășurate în comuna Belvédère din departamentul Alpes-Maritimes unde se afla la post, Ludovic Cruchot (Louis de Funès), simplu maréchal des logis al jandarmeriei, este mutat în stațiunea Saint-Tropez din departamentul Var și promovat ca maréchal des logis-chef.
Sosit la noul său post, Cruchot participă la o vânătoare zadarnică și repetitivă a nudiștilor organizată de superiorul său, adjutantul Gerber (Michel Galabru). Cruchot reușește să pună la cale un plan excelent pentru a-i aresta.
În acest timp, fiica sa Nicole, care se plictisise de moarte în satul său, este impresionată de luxul din noul său oraș. Pentru a se face acceptată de tinerii burghezi din stațiunea balneară, ea își inventează un fictiv tată bogat: acesta era miliardar, avea un iaht în acest oraș și se numea Archibald Ferguson, pe care ea nu l-ar fi întâlnit niciodată.
Mai târziu, Cruchot descoperă că fiica sa și prietenul ei au furat o mașină sport scumpă (Mustang) cu care s-au prăbușit într-un șanț. Fără să știe nimeni, mașina era a unei bande de tâlhari care au furat un tablou de Rembrandt; tabloul se aflaîn portbagaj. Cruchot reușește să pună mâna pe mașină, dar aruncă din mașină mai multe obiecte, inclusiv tabloul. La rugămintea lui Nicole, Cruchot se dă drept miliardarul Archibald Ferguson.
La final, Cruchot este capturat de banda de hoți. Fiica lui Cruchot și amicii ei se luptă cu grupul care i-a răpit tatăl, iar pictura este returnată proprietarului de drept.

## Distribuție
- Louis de Funès - sergentul-șef Ludovic Cruchot
- Michel Galabru - plutonierul Jérôme Gerber
- Jean Lefebvre - jandarmul Lucien Fougasse
- Christian Marin - jandarmul Albert Merlot
- Guy Grosso - jandarmul Gaston Tricard
- Michel Modo - jandarmul Jules Berlicot
- Geneviève Grad - Nicole Cruchot, fiica lui Ludovic
- Nicole Vervil - doamna Cécilia Gerber, soția plutonierului
- Claude Piéplu - dl. André-Hugues Boiselier
- Daniel Cauchy - Richard, un tânăr playboy
- Pierre Gare - Daniel, un tânăr playboy
- Madeleine Delavaivre - un turist
- Maria Pacôme - domnna Émilie Lareine-Leroy
- France Rumilly - sora Clotilde, călugăriță
- Gabriele Tinti - un om din banda lui Harpers
- Giuseppe Porelli - un om din banda lui Harpers
- Martine de Breteuil - ducesa de Armentière
- Pierre Barouh - țiganul
- Jean-Pierre Bertrand - Eddie Harpers, hoț de picturi
- Fernand Sardou - tractoristul
- Jacques Famery - prințul oriental
- Patrice Laffont - Jean-Luc, un tânăr playboy
- Jean Droze - Lucas, un marinar de pe iaht
- Jean Panisse - un barman din Saint-Tropez
- Paul Bisciglia - consilierul prințului
- Henri Arius - un pescar în barca lui
- Franck Vilcourt - Christophe Boiselier, fiul
- Sylvie Bréal - Jessica, o fată
- Sacha Briquet - negustorul de îmbrăcăminte din portul Saint-Tropez
- Gil Delamare - cascadorul (necreditat)
- Georges Fabre - « dublura » lui De Funès (necreditat)
- Norma Dugo
- Claudine Lebail
- Evelyne Céry
- Bérangère Pradenc
- Michèle Wargnier
- Maurice Jacquin sau (Jacquemont)

## Despre film
- Secvența de la început în alb-negru, în care Cruchot este un simplu jandarm, a fost filmată în comuna Belvédère din departamentul Alpes-Maritimes. Această secvență a fost turnată în alb-negru nu dintr-un motiv artistic, ci pentru a face economie.
- Secvența în care Cruchot este în mașina sorei Clotilde a fost interpretată de cascadorul Gil Delamare.
- Acest film marchează debutul unei serii de șase filme de comedie despre jandarmul Cruchot care i-au marcat cariera lui Louis de Funès și au avut un succes considerabil în Franța în anii 1960, 1970 și 1980. Scena urmăririi nudiștilor pe care o organizează jandarmii pe plajele micului oraș balnear a contribuit la crearea unei reputații naționale a stațiunii.
- Cei șase jandarmi sunt: Louis de Funès, Michel Galabru, Michel Modo, Guy Grosso, Jean Lefebvre și Christian Marin.
- Filmările au avut loc la Saint-Tropez, precum și în studios de la Victorine de la Nice.
- Filmul a fost cel mai mare succes comercial francez al anului 1964 cu aproximativ 7 milioane de spectatori în sălile de cinema.
- Inițial, adjutantul Gerber trebuia să fie Pierre Mondy. Acesta din urmă, ocupat pe atunci cu o piesă de teatru, nu a mai jucat în film. El a fost înlocuit de Michel Galabru.

## Melodii originale
- Do you, do you, do you Saint-Tropez (Douliou Douliou Saint-Tropez), interpretată de Geneviève Grad. Acest cântec a fost interpretat în același an de cântăreața canadiană Jenny Rock sub titlul Douliou Douliou (Douliou) Saint-Tropez.
- Zorro est arrivé, interpretată de Henri Salvador

## Premii
- Victoire du cinéma pentru interpretarea lui Louis de Funès la cea de-a 20-a Nuit du cinéma la Théâtre Marigny.